# Rio Rufino
Rio Rufino est une ville brésilienne de l'intérieur de l'État de Santa Catarina.

## Géographie
Rio Rufino se situe à une latitude 27° 51′ 38″ sud et à une longitude de 49° 46′ 45″ ouest, à une altitude de 860 mètres.
Sa population était de 2 436 habitants au recensement de 2010. La municipalité s'étend sur 283 km2.
Elle fait partie de la microrégion de Campos de Lages, dans la mésoregion Serrana de Santa Catarina.
Traversée par le rio Canoas, la municipalité compte de nombreuses chutes d'eau mises en valuer par le décor des montagnes de Santa Catarina. Parmi les cascades, on peut citer : la cascata do Rio do Tigre, la cascata da Fábrica et la cascata Alto da Serra avec un dénivelé de plus de 70 m. Autres lieux remarquables : la caverne du Rio do Leste et le sommet du morro do Campo Novo qui culmine à 1 700 m d'altitude.

## Histoire
La région commença à se peupler autour de 1905 avec l'arrivée de Rufino Pereira. La localité, fondée par José Serafim do Santos et Osório Pereira de Medeiros, fut tout d'abord appelée Serra dos Pereiras. Elle devient une municipalité autonome le 12 décembre 1991.

## Économie
Considérée comme la capitale brésilienne de l'osier, Rio Rufino se consacre à la culture de cette plante et à l'artisanat lié, comme la confection de paniers ou de meubles en osier.
L'écotourisme y est encore peu développé, ce qui fait de la ville un lieu de repos idéal.

## Villes voisines
Rio Rufino est voisine des municipalités (municípios) suivantes :
- Urupema
- Painel
- Bocaina do Sul
- Bom Retiro
- Urubici